# Вейленд (Міссурі)
Вейленд (англ. Wayland) — місто (англ. city) в США, в окрузі Кларк штату Міссурі. Населення — 408 осіб (2020).

## Географія
Вейленд розташований за координатами 40°23′47″ пн. ш. 91°34′32″ зх. д. / 40.39639° пн. ш. 91.57556° зх. д. (40.396301, -91.575443).  За даними Бюро перепису населення США в 2010 році місто мало площу 1,74 км², уся площа — суходіл.

## Демографія
Згідно з переписом 2010 року, у місті мешкали 533 особи в 233 домогосподарствах у складі 138 родин. Густота населення становила 306 осіб/км².  Було 249 помешкань (143/км²).
Расовий склад населення:
| - 98,5 % — білих - 0,4 % — азіатів - 0,2 % — чорних або афроамериканців |

До двох чи більше рас належало 0,8 %. Частка іспаномовних становила 0,6 % від усіх жителів.
За віковим діапазоном населення розподілялося таким чином: 24,6 % — особи молодші 18 років, 59,5 % — особи у віці 18—64 років, 15,9 % — особи у віці 65 років та старші. Медіана віку мешканця становила 38,9 року. На 100 осіб жіночої статі у місті припадало 94,5 чоловіків;  на 100 жінок у віці від 18 років та старших — 102,0 чоловіків також старших 18 років.
Середній дохід на одне домашнє господарство  становив 39 412 долари США (медіана — 34 000), а середній дохід на одну сім'ю — 51 566 доларів (медіана — 47 292). За межею бідності перебувало 20,3 % осіб, у тому числі 23,5 % дітей у віці до 18 років та 15,5 % осіб у віці 65 років та старших.
Цивільне працевлаштоване населення становило 177 осіб. Основні галузі зайнятості: виробництво — 30,5 %, транспорт — 15,8 %, освіта, охорона здоров'я та соціальна допомога — 10,2 %, роздрібна торгівля — 9,6 %.